# Koło Polskie w Sejmie Pruskim
Koło Polskie w Sejmie Pruskim – ugrupowanie działające w Landtagu w latach 1848–1918, stanowiące reprezentację polityczną Polaków mieszkających w obrębie Prus.
Jak pisał jego historyk Zdzisław Grot: Koło Polskie jako oddzielna frakcja parlamentarna w sejmie pruskim powstało 25 lutego 1849, a więc w niedługim czasie po narodzinach parlamentaryzmu w Prusach, i jako jedyna, niezmieniająca swej nazwy, struktury i programu frakcja sejmowa przetrwało do końca monarchii Hohenzollernów w roku 1918. W pruskim Landtagu Koło Polskie odznaczało się zawsze odrębną pozycją, głównie ze względów narodowych. Prócz dwóch Duńczyków, którzy po aneksji Szlezwiku zasiadali w pruskiej izbie deputowanych (Abgeordneten-Haus), Polacy w sejmie pruskim stanowili jedyną mniejszość narodową, w dodatku świadomą swej odrębności i praw narodowych oraz nastawioną na ich obronę niezależnie od różnych tendencji i metod, poczynając od skrajnie opozycyjnych do oportunistycznych, jakie pojawiły się w ciągu 70-letnich dziejów.
Pierwszym prezesem Koła był Karol Libelt (25 lutego 1849 – 27 kwietnia 1849). W tym czasie opracowano wewnętrzny regulamin i program polityczny który zasadniczo obowiązywał przez cały okres istnienia Koła. Początkowo skupiało posłów, z których większość reprezentowała interesy polskiego ziemiaństwa z Poznańskiego, Śląska i Pomorza oraz Mazur. Do czołowych działaczy Koła w początkowym okresie poza Libeltem należeli August Cieszkowski, Kazimierz Kantak, Władysław Niegolewski, Gustaw Potworowski, Adolf Łączyński, Władysław Bentkowski, Maciej Mielżyński. Koło nie odgrywało znaczącej roli ze względu na swą liczebność (nigdy nie przekroczyło liczby 25 posłów w liczącej 350 do 400 deputowanych izbie poselskiej). Na ogół i z krótkotrwałymi przerwami (np. era Kościelskiego i Caprivi’ego) stanowisko Kół Polskich było mniej lub więcej opozycyjne. Koła Polskie zarówno w Sejmie, jak i Reichstagu ściśle współpracowały z niemiecką partią katolicką Centrum.
| Kadencja                              | Liczba posłów | Posłowie |
| ------------------------------------- | ------------- | --- |
| I 11 kwietnia 1847 – 27 kwietnia 1849 | 25            | Wielkie Księstwo Poznańskie: Adolf Bniński, Aleksander Brodowski, Józef Jaraczewski, A. Kraszewski, Józef Kurcewski, Teodor Mycielski, Miszewski, Andrzej Niegolewski, Ludwik Paternowski, Stanisław Poniński, Gustaw Potwrowski, Psarski, Atanazy Raczyński, Bogusław Radziwiłł, Wilhelm Radziwiłł, August Antoni Sułkowski, Pantaleon Szuman, Ignacy Skórzewski, Heliodor Skórzewski, Arnold Skórzewski, Węgierski, Zakrzewski; Prusy Zachodnie: Teodor Donimirski, Karol Kalstein, Kłosowski |
| II 30 maja 1849–1852                  | 21            | Wielkie Księstwo Poznańskie: ks. Franciszek Bażyński (wybrany w miejsce Franciszka Żółtowskiego 16 III 1850, zrezygnował w 1852), August Cieszkowski, Antoni Chiżyński (po rezygnacji Krotowskiego wybrany we wrześniu 1849), prof. Cybulski (wybrany w 1852 po rezygnacji ks. Bażyńskiego), Konstanty Grabowski (wybrany w czerwcu 1849 w miejsce Władysława Niegolewskiego, w 1851 zrezygnował), Emil Janecki, ks. Jan Chryzostom Janiszewski (w 1851 zrezygnował), Jakub Krotowski-Krauthofer (zrezygnował w czerwcu 1849), Karol Libelt (zrezygnował w czerwcu 1849), Florenty Lisiecki (w 1851 zrezygnował), Adolf Łączyński, Miszewski (wybrany w 1851 po rezygnacji Grabowskiego, w 1852 zrezygnował), Kajetan Morawski, Władysław Niegolewski (zrezygnował w czerwcu 1849 powtórnie wybrany w miejsce Antoniego Trąmpczyńskiego 16 III 1850), Maciej Palacz, ks. Aleksy Prusinowski (wybrany po rezygnacji K. Libelta w czerwcu 1849), Leon Smitkowski (wybrany w 1851 po rezygnacji Lisieckiego) Sobecki (wybrany w 1851 po rezygnacji Więckowskiego), Erazm Stablewski; Wiktor Feliks Szołdrski (wybrany w 1851 w miejsce ks, Janiszewskiego), Antoni Trąmpczyński (zrezygnował 5 II 1850), Feliks Wężyk (zrezygnował 5 II 1850), Michał Więckowski (wybrany w miejsce Feliksa Wężyka 16 III 1850, w 1851 zrezygnował), Franciszek Żółtowski (zrezygnował 5 II 1850), Marceli Żółtowski, Franciszek Żychliński, Prusy Zachodnie: Antoni Elminowski, ks. Jan Klingenberg, Michał Pokrzywnicki; Śląsk: ks. Józef Szafranek (zrezygnował w 1851), Marcin Gorzołka. |

Posłowie polscy w drugiej izbie Landtagu pruskiego na tle innych frakcji parlamentarnych w latach 1848–1913
| Rok  | Polacy | Duńczycy | socjaldemokraci | liberałowie lewicowi od 1861 postępowcy od 1885 liberałowie | liberałowie | liberałowie narodowi | konstytucjonaliści | katolicy potem Centrum | konserwatyści wolni | konserwatyści | konserwatyści starzy | niezrzeszeni | W sumie |
| 1848 | -      | –        | –               | –                                                           | 210         | –                    | 190                | –                      | –                   | –             | –                    | –            | 400     |
| 1849 | 15     | –        | –               | 59                                                          | 99          | –                    | 121                | –                      | –                   | 53            | –                    | 3            | 350     |
| 1851 | 15     | –        | –               | –                                                           | 70          | –                    | 85                 | –                      | –                   | 50            | 64                   | 68           | 352     |
| 1852 | 12     | –        | –               | –                                                           | –           | –                    | 65                 | 65                     | 28                  | 156           | 26                   | –            | 352     |
| 1855 | 11     | –        | –               | –                                                           | 19          | –                    | 39                 | 53                     | 33                  | 96            | 25                   | 66           | 342     |
| 1857 | 6      | –        | –               | –                                                           | –           | –                    | 62                 | 51                     | –                   | 179           | 41                   | 7            | 346     |
| 1858 | 18     | –        | –               | –                                                           | –           | –                    | 151                | 57                     | 44                  | 34            | 13                   | 35           | 352     |
| 1960 | 18     | –        | –               | –                                                           | –           | –                    | 153                | 54                     | 50                  | 35            | 15                   | 27           | 352     |
| 1861 | 23     | –        | –               | 104                                                         | 48          | –                    | 91                 | 54                     | –                   | –             | 14                   | 18           | 352     |
| 1862 | 22     | –        | –               | 133                                                         | 96          | –                    | 19                 | 28                     | –                   | –             | 11                   | 43           | 352     |
| 1863 | 26     | –        | –               | 141                                                         | 106         | –                    | –                  | 26                     | –                   | –             | 35                   | 18           | 352     |
| 1866 | 26     | –        | –               | 141                                                         | 105         | –                    | –                  | 28                     | –                   | –             | 34                   | 18           | 352     |
| 1867 | 17     | 2        | –               | 48                                                          | 35          | 99                   | 15                 | 21                     | 48                  | –             | 125                  | 45           | 432     |
| 1870 | 19     | 2        | –               | 49                                                          | –           | 123                  | 11                 | 58                     | 41                  | 44            | 70                   | 17           | 432     |
| 1873 | 17     | 2        | –               | 69                                                          | –           | 174                  | –                  | 88                     | 35                  | 25            | 9                    | 13           | 432     |
| 1876 | 15     | 2        | –               | 67                                                          | –           | 175                  | –                  | 88                     | 34                  | 25            | 12                   | 15           | 433     |
| 1879 | 19     | 2        | –               | 36                                                          | 17          | 103                  | –                  | 97                     | 57                  | –             | 106                  | 13           | 433     |
| 1882 | 18     | 2        | –               | 37                                                          | 20          | 69                   | –                  | 98                     | 58                  | –             | 116                  | 15           | 433     |
| 1885 | 15     | 2        | –               | 43                                                          | 43          | 70                   | –                  | 100                    | 62                  | –             | 134                  | 7            | 433     |
| 1888 | 15     | 2        | –               | 29                                                          | 29          | 88                   | –                  | 99                     | 64                  | –             | 129                  | 7            | 433     |
| 1893 | 17     | 2        | –               | 20                                                          | 20          | 90                   | –                  | 95                     | 63                  | –             | 142                  | 4            | 433     |
| 1898 | 13     | 2        | –               | 36                                                          | 36          | 73                   | –                  | 100                    | 58                  | –             | 145                  | 6            | 433     |
| 1903 | 13     | 2        | –               | 33                                                          | 33          | 78                   | –                  | 96                     | 61                  | –             | 143                  | 7            | 433     |
| 1908 | 15     | 2        | 7               | 36                                                          | 36          | 66                   | –                  | 104                    | 59                  | –             | 151                  | 3            | 443     |
| 1913 | 12     | 2        | 10              | 41                                                          | 41          | 73                   | –                  | 103                    | 53                  | –             | 149                  | –            | 443     |

W kadencji 1873–1876 członkami Koła Polskiego byli: Ignacy Łyskowski, Władysław Niegolewski, Stanisław Kostka Tokarski.
Podczas I wojny światowej w pruskiej Izbie Poselskiej Koło Polskie obejmowało wszystkich posłów-Polaków i liczyło 12 członków, w pruskiej Izbie Panów – 7 (prezes Ludwik Mizerski, wiceprezesi: Wojciech Trąmpczyński i Antoni Chłapowski). Początkowo lojalne wobec państwa niemieckiego, od 1917 stopniowo przesuwało się na stanowisko coraz bardziej opozycyjne w związku z przejęciem jego kierownictwa przez polityków narodowo-demokratycznych. W 1918 coraz bardziej zdecydowanie podnoszono konieczność rozwiązania sprawy polskiej w toku toczącej się wojny oraz przynależności ziem zamieszkałych przez Polaków w zaborze pruskim do przyszłego państwa polskiego.
| Karol Libelt       | luty – kwiecień 1849 | luty – kwiecień 1849 |
| Gustaw Potworowski | sierpień 1849        | sierpień 1849        |
| Adolf Łączyński    | 1849                 | 1852                 |
| Gustaw Potworowski | 1852                 | 1855                 |
| Gustaw Potworowski | 1859                 | 1860                 |
| August Cieszkowski | 1860                 | 1862                 |
| Karol Libelt       | 1862                 | 1862                 |
| August Cieszkowski | 1862                 | 1866                 |
| Karol Libelt       | 1866                 | 1867                 |

## Literatura
- Zygmunt Hemmerling, Posłowie polscy w parlamencie Rzeszy Niemieckiej i sejmie Pruskim (1907–1914), Warszawa 1968.
- Lech Trzeciakowski, Posłowie polscy w Berlinie 1848–1928, Warszawa 2003.
- Tadeusz Oracki, Sprostowanie biograficzne do książki Lecha Trzeciakowskiego, „Komunikaty Mazursko-Warmińskie” nr 1 z 1975, s. 97–101.
- Zdzisław Grot, Działalność posłów polskich w sejmie pruskim (1848–1850), Poznań 1961.
- Zdzisław Grot, Pierwsi prezesi Koła Polskiego w sejmie pruskim (1849–1867), „Annales Universitatis Mariae Curie-Skłodowska”. Sectio F, Nauki Humanistyczne. Vol. 29, s. 183–192.
- Joachim Benyskiewicz, Posłowie polscy w Berlinie w latach 1866–1890, Zielona Góra 1976.
- Rys historyczny początków i zawiązku parlamentaryzmu polskiego w Prusiech, Poznań 1902.

## Źródła
- Protokoły z posiedzeń Koła Polskiego w Berlinie, t. 1: Lata Wiosny Ludów 1849–1851, oprać. Zdzisław Grot, Poznań 1956.